# Coris picta
Coris picta (англ. Combfish) — вид окунеподібних риб, що належить до родини Губаневі (Labridae). Поширений біля східного узбережжя Австралії та північно-східної Нової Зеландії на глибині від 5 до 55 метрів, на змішаних піщаний / гальковий районах рифу. Його довжина становить від 10 до 25 сантиметрів.
Coris picta має довге біле тіло з широкою чорною смугою від рота через очі вздовж тіла до кінця хвоста. Нижній край смуги хвилястий. Частина смуги на хвостовому плавці стає жовтого забарвлення під час сезону розмноження. Існує також тонка червона смуга вздовж верхньої частини тіла від рота, вздовж основи спинного плавника для повної довжини плавця.
Часто виступають як прибиральники і деякі особини таким чином отримують більшу частину своєї їжі. Решта їхнього раціону складається з дрібних ракоподібних.